# 4826 Wilhelms
A 4826 Wilhelms (ideiglenes jelöléssel 1988 JO) a Naprendszer kisbolygóövében található aszteroida. Carolyn Shoemaker fedezte fel 1988. május 11-én.